# インド鉄道WAP1形電気機関車
インド鉄道WAP1形交流電気機関車（インドてつどうWAP1がたこうりゅうでんききかんしゃ）は、インド鉄道（Indian Railways）が所有する交流電気機関車。1980年から1996年まで製造が行われた。

## 概要・運用
ラージダーニー急行などの速達列車用に開発された、インドの交流電気機関車初の旅客用機関車。貨客両用機関車であるWAM4形を基礎としながらも、車体は台形状の側面を有する流線形となり、歯車比も客車や荷物車、郵便車の牽引に適したものに変更されている。車輪についても、WAM4形で採用されたアメリカン・ロコモティブ製のものではなく、インド鉄道で独自に開発されたものを採用した。
単機で最大19両の客車を牽引する性能を有していたが、その後の旅客列車の長編成化に伴いより強力かつ高速の電気機関車が求められるようになった。その結果、WAP3形などの試作機を経て、改良型のWAP4形が製造される事となった。
2011年4月現在、ガーズィヤーバード車庫に42両、アラコナム車庫に22両が配置されている。
なお、形式名の「WAP」は、「広軌向け（W）交流（A）旅客用（P）電気機関車」と言う意味である。

## ギャラリー

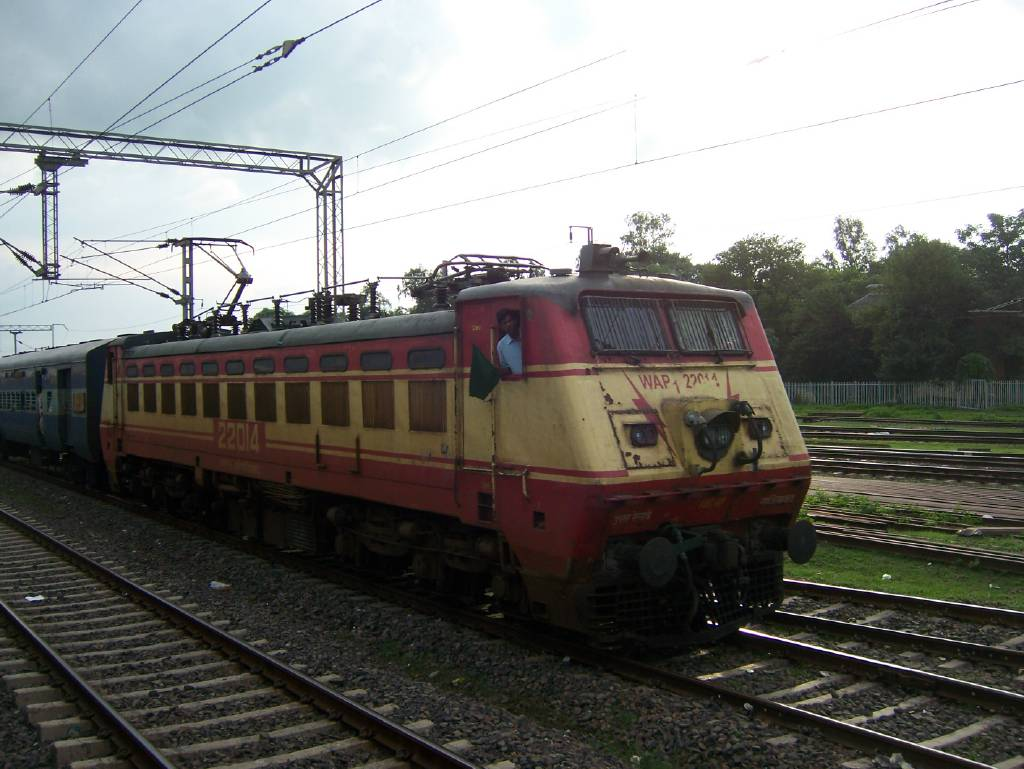
22014号機
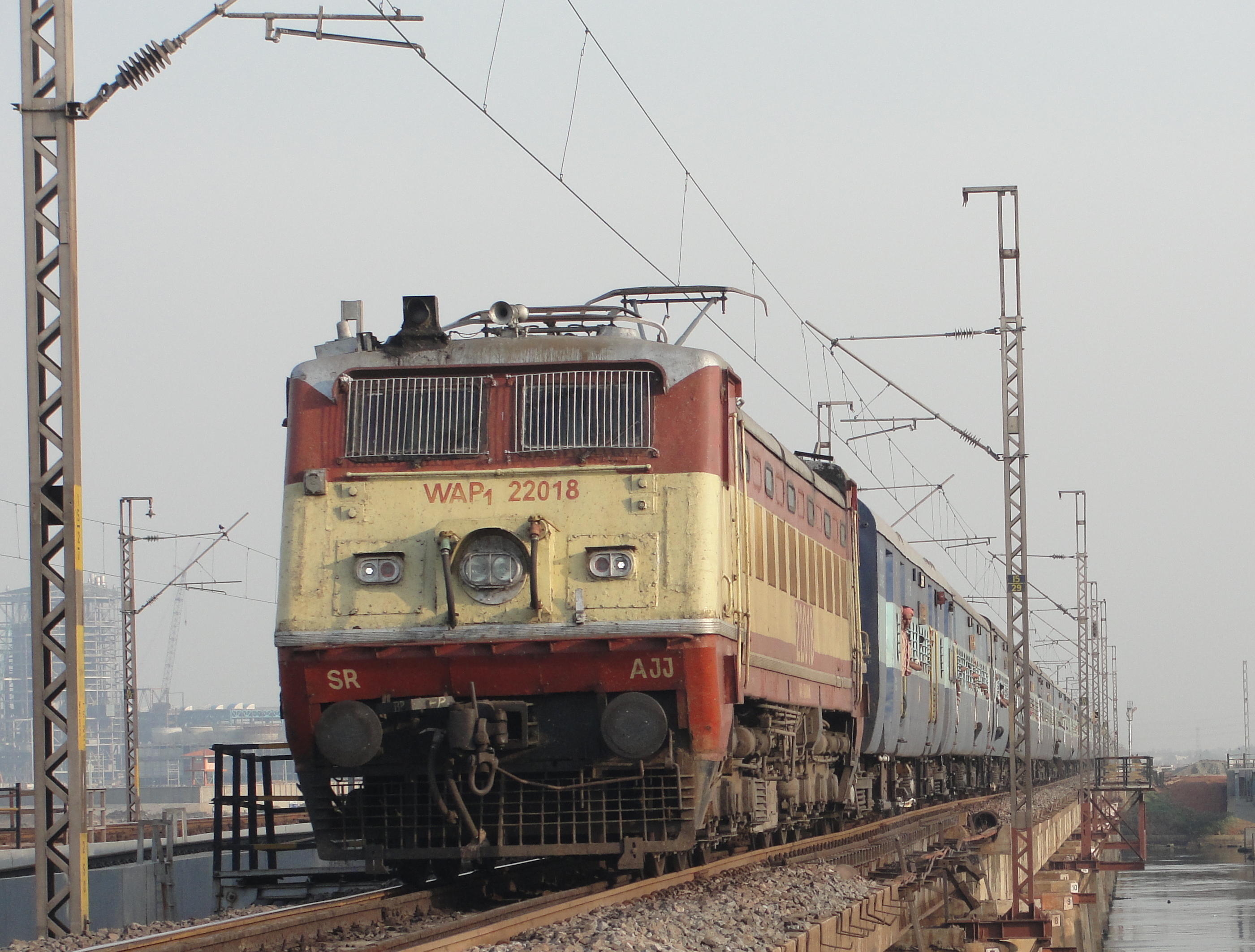
22018号機
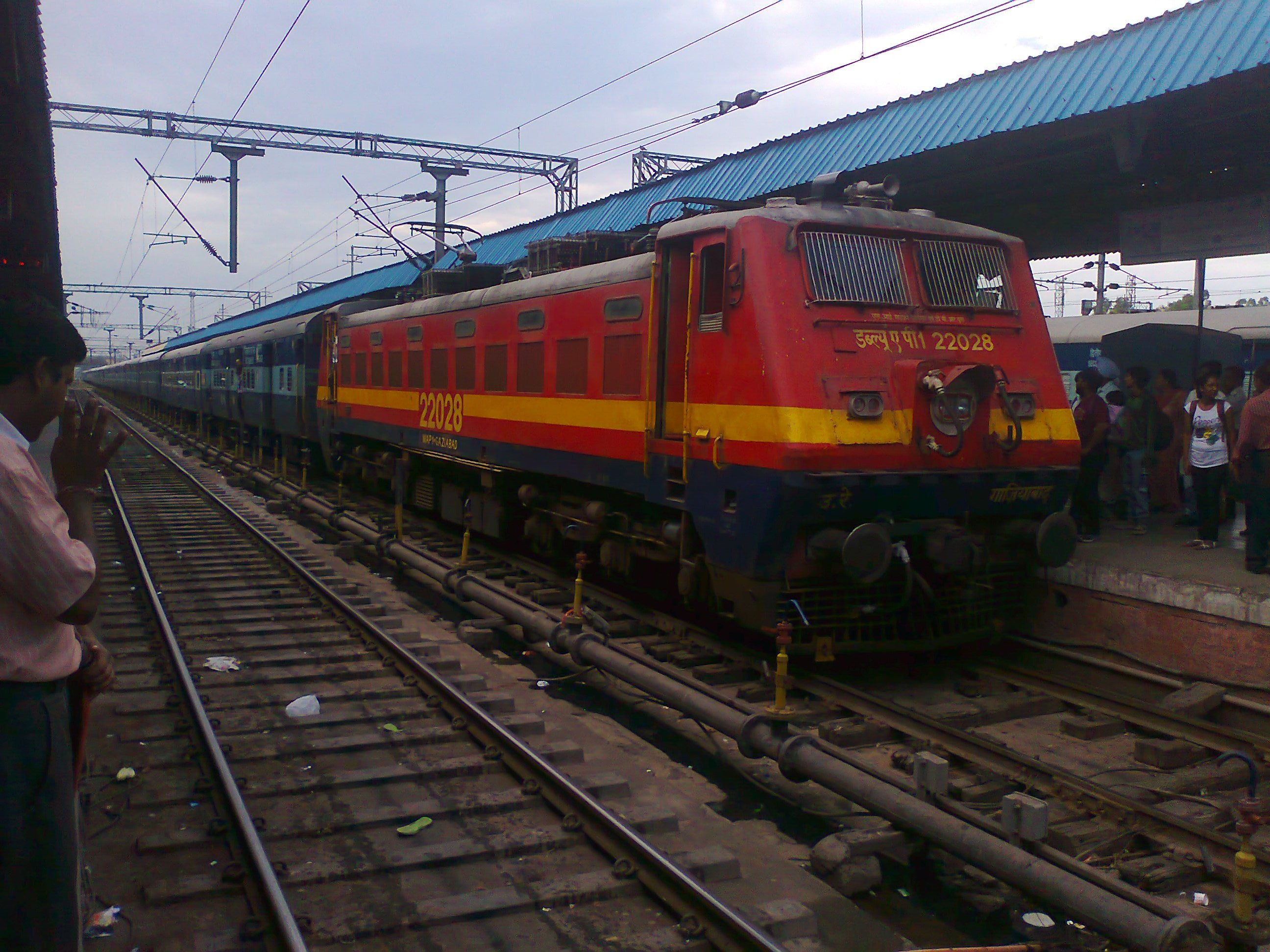
22028号機が牽引する旅客列車

## 参考資料
- 石田周二、笠井健次郎『交通ブックス 124 電気機関車とディーゼル機関車』成山堂書店、2015年6月。ISBN 978-4-425-76231-6。